# Бондарчук Володимир Гаврилович
Володи́мир Гаври́лович Бондарчу́к  (29 липня 1905, Дениші — 27 лютого 1993, Київ) — український геолог, доктор геолого-мінералогічних наук, професор, академік АН УРСР (з 19 травня 1951 року). Заступник Голови Ради Міністрів Української РСР (в 1951—1953).

## Життєпис
Народився 29 липня 1905 року в селі Денишах Трояновської волості Волинської губернії (тепер Житомирського району Житомирської області). Вищу освіту отримав у 1924 році, закінчивши природничо-географічне відділення Волинського інституту народної освіти в Житомирі (нині Житомирський державний університет імені Івана Франка). З 1926 по 1929 рік навчався в аспірантурі Українського науково-дослідного геологічного інституту за фахом «палеонтологія і стратиграфія». У 1929 році захистив дисертацію «Каспійські відкладення на північно-східному узбережжі Азовського моря» й отримав звання наукового співробітника. З 1933 по 1938 рік працював на виробництві в Українському геологорозвідувальному управлінні старшим, головним геологом, начальником геологозйомочних партій, завідувачем сектора геологічних карт. Одночасно, у 1930–1935 роках, працював доцентом Київського гірничого інституту.
У березні 1938 року був заарештований органами НКВС за звинуваченням у причетності до контрреволюційної організації. Через кілька місяців його справу було припинено у зв'язку з відсутністю доказів провини. Того ж року перейшов на постійну наукову роботу до Інституту геологічних наук АН УРСР, захистив кандидатську дисертацію «Четвертинні відкладення УРСР». На початку 1941 року захистив докторську дисертацію, на основі якої у 1949 році було видано посібник для вищих навчальних закладів «Геоморфологія УРСР». У червні 1941 року був призначений проректором Київського університету з навчальної роботи. Затверджений у званні доктора геолого-мінералогічних наук. З 7 липня 1941 по осінь 1941 року був ректором Київського державного університету. З 26 жовтня 1941 по лютий 1944 року проводив наукову роботу в Інституті геології Узбецького філіалу Академії наук СРСР на посаді професора, керував відділом рудних корисних копалин. З 1944 року продовжував працювати професором в Київському університеті, завідував кафедрою загальної геології, був проректором із навчальної роботи. З 7 серпня 1944 по 15 листопада 1951 року був ректором Київського державного університету. Член ВКП(б) з 1945 року.
8 серпня 1951 — 11 червня 1953 року — заступник Голови Ради Міністрів Української РСР. З червня 1953 по липень 1986 року працював в Інституті геологічних наук АН УРСР (у 1953–1963 роках — його директор; у 1963–1979 роках — завідувач відділом геотектоніки та геології антропогену).

Могила Володимира Бондарчука

Жив в Києві на вулиці Гетьмана Павла Скоропадського, 13, квартира 4. Помер 27 лютого 1993 року. Похований в Києві на Байковому кладовищі (ділянка № 47а).

## Наукова робота
Опублікував понад 120 наукових праць, присвячених геологічній будові та геоморфології УРСР, а також загальногеологічним теоретичним питанням. Вчення про тектонічний розвиток Землі Бондарчук виклав на основі створеної ним теорії тектоорогенії; основне положення цієї теорії — єдність розвитку структури і рельєфу Землі. Праці Бондарчука з четвертинної геології стосуються походження основних генетичних типів антропогенових відкладів, їх стратиграфії і стратифікації, фауни молюсків. Бондарчук — автор кількох підручників, в тому числі першого підручника з загальної геології, що вийшов українською мовою.
Праці:
- Геологічна структура УРСР. К., 1946
- Тектоорогения. К., 1946
- Геологічна будова УРСР. К.—X., 1947
- Курс загальної геології. К., 1947
- Геоморфологія УРСР. К. ,1949
- Основы геоморфологии. М, 1949
- Радянські Карпати. К., 1957
- Геологія України. К., 1959

## Відзнаки
Заслужений діяч наук УРСР (з 1970 року), лауреат Державної премії України в галузі науки і техніки (1976; за роботу «Стратиграфія УРСР», томи ІІ—ХІ, опубліковану в І968—І975 роках). Нагороджений орденом Жовтневої Революції та двома орденами Трудового Червоного Прапора.

## Вшанування пам'яті

меморіальна дошка

У Києві, на вулиці Гетьмана Павла Скоропадського, 13, де з 1944 по 1993 рік жив вчений, встановлено гранітну меморіальну дошку.
У селі Дениші, де народився майбутній академік, названо на його честь ліцей та створено Меморіально-мінералогічний музей імені В. Г. Бондарчука.